# Маевцы
Ма́евцы (чеш. Májovci) — название литературного объединения молодых чешских поэтов и прозаиков, существовавшего в 50-х — 70-х годах XIX века в Чешском королевстве на территории Австро-Венгерской империи. Они являлись первой группой, которая стремилась к модернизации чешской литературы.
Название объединения связано с лиро-эпическим произведением «Май» (чеш. Máj) выдающегося чешского поэта и основоположника чешского романтизма Карла Гинека Махи (чеш. Karel Hynek Mácha). Они исходили из творчества не только К. Г. Махи, а также творчества Карла Гавличека Боровского и Карла Яромира Эрбена.

## Возникновение
Объединение возникло после 1848 года, после времени бурной политической ситуации и режима постоянного страха. Это было время так называемого неоабсолютизма, когда была оформлена сеть тайной полиции и начались преследования граждан. Власти стремились к германизации чешских граждан путём уничтожения чешских национальных традиций и быта. Результатом чего был упадок культурной и общественной жизни.
После падения неоабсолютизма на сцене появилась новое поколение молодых людей, которые интересовались проблематикой городской жизни и тогдашними социальными проблемами. Наступило время возрождения культуры. Чешские граждане старались бороться с этой ситуацией с помощью издания новых чешских журналов, в том числе, «Народни листы», 1861 (чеш. Národní listy), «Час», 1886 (чеш. Čas) и «Лумир», 1851 (чеш. Lumír) и с помощью создания новых чешских учреждений и групп как, например, «Маевцы».

## Общая характеристика
В своем творчестве Маевцы стремились к реальному изображению мира вокруг них, в том числе, его положительных и отрицательных аспектов. Они инспирировались не только старой чешской культурой и историей, а также принимали во внимание творчествo из других европейских государств.
Они хотели стать космополитическими, и этим способом выдвинуть чешскую литературу на мировую уровень.
К самым важным чертам их творчества принадлежат жажда художественной свободы и стремление к социальному равенству. Они хотели изобразить конфликт идеалов человеческой и национальной свободы с предрассудками общества. В творчестве К. Г. Махи видели то, что они сами переживали — разлад между высокими идеалами и невозможностью их осуществлять.
В 1858 году «Маевцы» начали издавать альманах «Май» (следующие тома были изданы в 1859, 1860 и 1862 годах), в котором публиковали свои произведения.

## Представители
Главными представителями объединения являются:Витезслав Галек (1835 — 1874), Ян Неруда (1834 — 1891), Каролина Светла (1830 — 1899), Якуб Арбес (1840 — 1914), Рудольф Майер (1837 — 1865).